# ひとり股旅スペシャル@広島市民球場

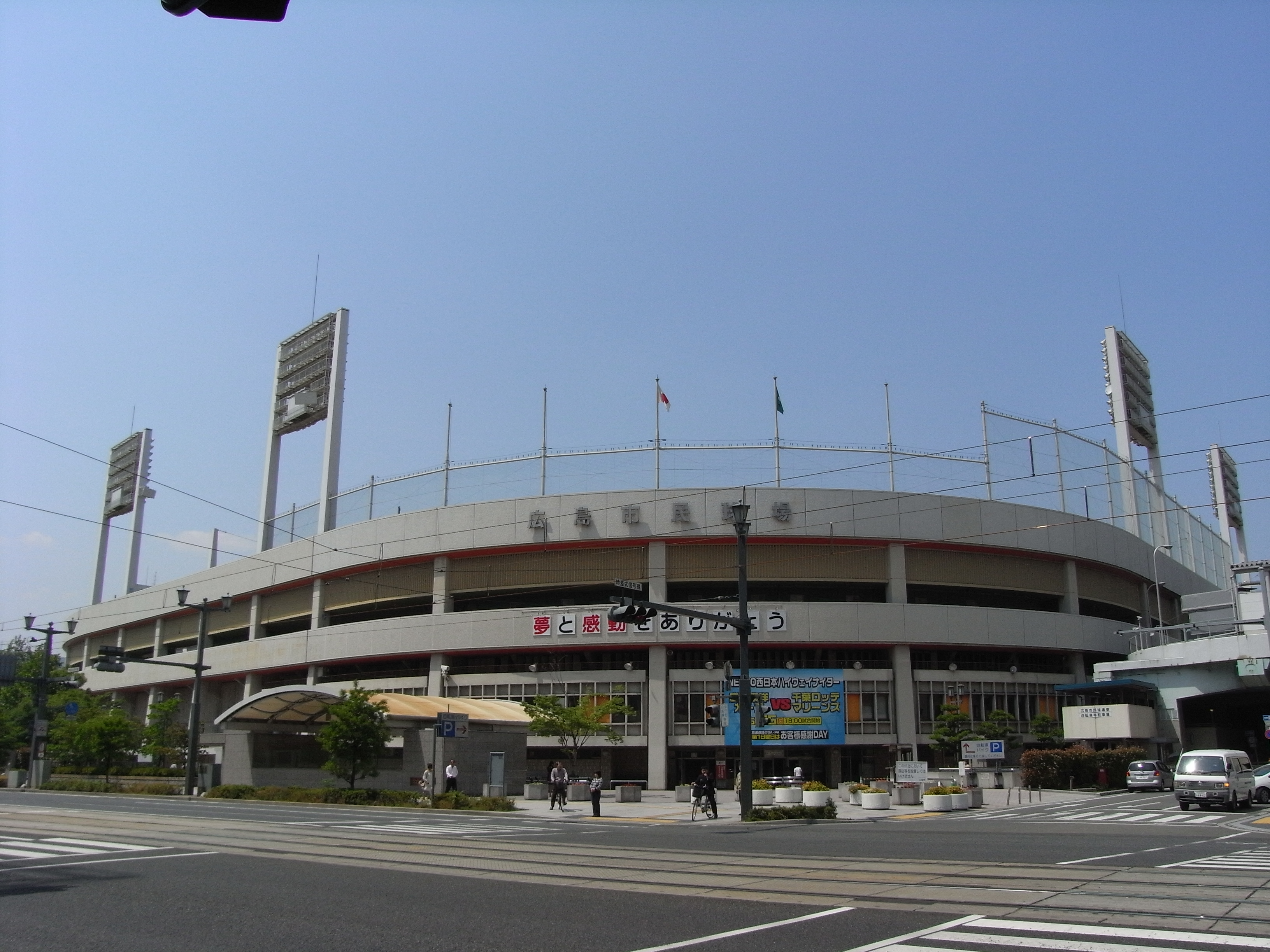
会場となった広島市民球場（2008年5月撮影）

『ひとり股旅スペシャル@広島市民球場』は、日本のミュージシャン、奥田民生が2004年10月30日に広島市民球場（広島県広島市中区基町）にて行った野外コンサート、および2005年2月23日に発売したDVD。

## 解説
生まれも育ちも広島であり、熱狂的な広島東洋カープファンである奥田は、かねてからカープの本拠地（当時）である広島市民球場でのコンサートを悲願していた。しかし、広島市民球場は市街地の中心部に立つという立地条件・騒音問題等もあり、過去に一度もコンサートが行われた前例がなかったことから、同地でのコンサートは難しいと思われていた。
バンド形態では騒音問題は解決できないため、1998年に行われたソロギターでの弾き語りツアー「ひとり股旅」のスタイルで行うことで各方面へ調整がなされ、球場を管理する広島市側からは「音量を制限すること」「グラウンドに観客を入れないこと」「20時までに公演を終了させること」の条件を提示される。奥田はこれらの条件を飲んだ上で、2003年後半に音量などのテストを念入りに行い、これをクリア。念願の広島市民球場でのライブ開催が決定した。
発売告知とともに予約が殺到した影響で、当初は外野席の開放をする予定はなかったが、あまりの予約の多さに急遽すべての座席を発売する事態となった。本コンサートは当日1回きりのため、練習もかねて小樽・札幌・沖縄にてシークレットライブが行われた。さらにはソニーの社内食堂でもゲリラコンサートが行われた。
こうして着々と準備が進められた本コンサートであったが、前日のリハーサルの時点で降水確率は90%以上という事態に。コンサートの開催が危ぶまれるが、当日は降水確率とは打ってかわり快晴であった。コンサートは無事に成功を収め、3万2千人もの観客を熱狂させた。
なお、同公演は登場からステージを去るまで完全ノーカットで収録され、翌年2月23日にDVDで発売された。木村カエラ主演の映画『カスタムメイド10.30』は、本ライブのドキュメンタリー映画として企画されたものを通常の映画に改めたもので、クライマックスシーンは本ライブに於いて一発取りで撮影された。
このライブから11年後の2015年11月28日に、2代目の広島市民球場であるMAZDA Zoom-Zoom スタジアム広島（マツダスタジアム、広島市南区南蟹屋）にて『ひとり股旅スペシャル@マツダスタジアム』が行われた。こちらもまた、マツダスタジアム初のコンサートとなる。

## セットリスト
ライブは途中休憩を挟み、一回の表、裏の二部構成。
1. ふれあい
2. 荒野を行く
3. 新曲
後に「ベビースター」というタイトルでミニアルバム『comp』に収録。
4. スカイウォーカー
5. ブルース
6. 羊の歩み
7. 野ばら
8. たったった
9. イオン
10. アーリーサマー
11. 桜の季節
フジファブリックの楽曲のカバー。ちなみにフジファブリックのメンバーは全員このコンサートを観客として見に来ており、カバーされたことに対して「嬉しいねえ」と酒を酌み交わしながら言い合ったという[2][出典無効]。
12. 君という花
ASIAN KUNG-FU GENERATIONの楽曲のカバー。ちなみにアジカンのメンバーである後藤正文・喜多建介もこのコンサートに足を運んでおり、後藤は自身の日記（2004年11月1日分）で「これはすごいことだ。本当に嬉しい」と綴った。
13. 最後のニュース
井上陽水の楽曲のカバー。
14. 最初から今まで
「冬のソナタ」主題歌のカバー。韓国語でこなしたが、奥田は後に「歌詞にルビふってあるのをそのまま歌っただけ」と回想した[3]。
  - ここでいったん休憩が入る。
15. 唇をかみしめて
吉田拓郎の楽曲のカバー。
16. 人間
17. The STANDARD
18. 息子
19. MOTHER
20. ラーメン食べたい
矢野顕子の楽曲のカバー。歌詞の男女を逆にして歌っている。
21. 陽
22. 人ばっか 10.30
このライブのために用意されたメドレー。約10分にも及んだ。
メドレー終盤にてギターの弦が切れるアクシデントが発生。演奏はそのまま最後まで止めることなく行なわれたが、演奏終了後にギターを交換し、アクシデント発生時点に遡り演奏を再開した。
23. 青春
24. 花になる
25. イージュー★ライダー
26. さすらい
  - 本編はここで終了。
27. すばらしい日々
  - アンコール（1回目）
28. 最初から今まで
29. CUSTOM

## DVD
ひとり股旅スペシャル@広島市民球場（ひとりまたたびスペシャル アット ひろしましみんきゅうじょう）は、2005年2月23日に発売された奥田民生のライブDVD。2004年10月30日に行われた同ライブを完全ノーカットで収録。発売元はSME Records。

### DVD解説
- 5.1chサラウンドの高音質で、ライブ本編183分＋特典映像49分を2枚に分けて収録。
- 初回生産限定仕様：特製デジパック&スリーブケース

### 収録内容

#### Disc 1
- 上記セットリストの休憩まで
- 「THE WAY OF ひとり股旅スペシャル」

本ライブが行われるまでのドキュメンタリー映像。
- アストロビジョン映像

本ライブが開催されるまで、街頭で流れていた映像。
- OTヒロデン号車内放送

奥田民生による、当日会場まで運行された広島電鉄（広電）の路面電車「OTヒロデン号」における車内アナウンス。

#### Disc 2
- 上記セットリストの休憩以降

## 参考資料
- DVD封入ブックレット

### 注記
1. ↑  2010年に閉場した初代球場であり、現在の広島市民球場（MAZDA Zoom-Zoom スタジアム広島）とは別。